# هندوش (ساتراپی هخامنشی)
هِندوش (به پارسی باستان: 𐏃𐎡𐎯𐎢𐏁، Hiⁿdūš)، یکی از ساتراپی‌های هخامنشی، براساس سنگ‌نوشته داریوش یکم در نقش رستم است. این ساتراپی پایین دره سند قرار داشت، و پس از فتح آن توسط هخامنشیان در حدود ۵۱۳ پ.م. تأسیس شد. به گفته هرودوت مورخ یونانی، این شهر «شرقی‌ترین ساتراپی» شاهنشاهی بوده است. اعتقاد بر این است که تا زمان حمله اسکندر مقدونی به ایران در حدود ۳۲۶ پ.م. به عنوان یک ساتراپی هخامنشی وجود داشته است.